# Pangieae
Pangieae es una tribu de plantas fanerógamas perteneciente a la familia de las achariáceas. Tiene los siguientes géneros.

## Géneros
- Gynocardia,
- Hydnocarpus,
- Kiggelaria,
- Pangium,
- Ryparosa,
- Trichadenia